# Quercus eumorpha
Quercus eumorpha är en bokväxtart som beskrevs av Wilhelm Sulpiz Kurz. Quercus eumorpha ingår i släktet ekar, och familjen bokväxter. Inga underarter finns listade.